# Aridella bowleri
Aridella bowleri là một loài nhện trong họ Oonopidae.
Loài này thuộc chi Aridella. Aridella bowleri được Michael Saaristo miêu tả năm 2002.